# Power Rangers Dino Charge
Power Rangers Dino Charge y Power Rangers Dino Super Charge son los títulos respectivamente de la 22.ª y 23.ª temporadas de la franquicia Power Rangers, producidas por SCG Power Rangers y Power Rangers Productions en colaboración con Toei Company y emitidos en Nickelodeon del 7 de febrero de 2015 al 19 de noviembre de 2016, constando de 40 episodios sin contar especiales. El primer episodio se preestrenó en exclusiva en la web de Nickelodeon el 30 de enero de 2015, aunque la emisión por televisión comenzaría una semana después. Su segunda temporada fue estrenada en enero de 2016 titulada "Dino Super Charge". Ambas temporadas extraen parte de sus escenas de la franquicia Super Sentai Series, en este caso de la temporada Jūden Sentai Kyoryuger. Esta fue la primera temporada de la franquicia en tener 10 rangers en un mismo equipo.

## Argumento
Hace 65 millones de años, Keeper, el guardián de las Energems, unos cristales que poseen un gran poder, fue derribado por Sledge, un caza-recompensas intergaláctico empeñado en hacerse con el poder de las gemas y conquistar el universo. Keeper se estrelló en la Tierra prehistórica, donde confió las gemas a un grupo de dinosaurios para que las guardaran, y destruyó la nave de Sledge con una bomba, dejándole atrapado en la órbita de la Tierra. Desafortunadamente, esto provocó que los asteroides que Sledge había recogido como pago durante sus viajes cayeran en forma de lluvia sobre el planeta, provocando la extinción de los dinosaurios.
En la actualidad, cinco adolescentes en la ciudad de Amber Beach encuentran las Energems y las utilizan para transformarse en los Dino Charge Power Rangers. Ellos son Tyler, el aventurero líder del grupo y el Red Ranger, que está buscando a su padre que desapareció hace años en una excavación arqueológica; Shelby, una camarera poco femenina con un gran conocimiento de los dinosaurios; Koda, un hombre de las cavernas que vive en la época moderna; Riley, el más joven y un maestro espadachín; y Chase el miembro más relajado del equipo, que viene de Nueva Zelanda.

## Personajes

### Dino Charge Rangers
- Tyler Navarro/Red Dino Charge Ranger: Es el aventurero líder del equipo. Hace 10 años, el padre de Tyler estaba en una excavación arqueológica cuando desapareció misteriosamente, y Tyler está buscando pistas sobre su paradero. Mientras investigaba una cueva, descubrió la Energema Roja incrustada en un fósil. Es un líder formidable, aunque algunas veces cede el liderazgo a otro miembro del equipo, es muy simpático, gracioso y siempre tiene una actitud buena y positiva, también tiene sentimientos por Shelby e incluso desafía su pánico escénico al subir a un escenario para cantar en público solo para impresionarla. Su Zord es el T-Rex Zord. En la segunda temporada al fin se reúne con su padre.

- Shelby Watkins/Pink Dino Charge Ranger: Es una mujer de carácter muy masculino, tiene sentimientos hacia Tyler. Posee un gran conocimiento de los dinosaurios. Trabaja como camarera en un restaurante de temática prehistórica situado dentro del museo local. Después de meterse de polizona en un camión del museo que iba a una excavación, descubrió a una figura encapuchada que robaba una de las cajas y le siguió. Resultó ser un monstruo, a quien Shelby le quitó la caja para después salir corriendo. Cuando estaba atrapada, apareció Tyler y la salvó. El encapuchado resultó ser un monstruo quien les dispara haciendo volar la caja que  al caer al suelo se abrió, en su interior estaba la Energema Rosa. Su papá es el dueño de Helados Watkins, el presiona mucho a Shelby diciéndole que será la futura gerente del negocio familiar pero ella quiere dedicar su vida a seguir explorando dinosaurios, su padre después la comprende y le dice que no la puede obligar a hacer algo que no quiere. Su Zord es el Triceratops Zord.

- Koda/Blue Dino Charge Ranger: Es un cavernicola que nació hace 100.000 años. Encontró la Energema Azul por casualidad en la cueva de su tribu mientras realizaba un Pictograma, su hermano menor Taku es atacado por un smilodon y Koda le salva arrojando al gran felino por el acantilado pero el también cae. Por su valentía la Energema Azul lo elige manteniéndolo con vida durante 100,000 años en un glaciar hasta ser encontrado por Kendal y Chase. En la actualidad, trabaja en el museo como excavador arqueológico. Su naturaleza de cavernícola le da la habilidad de super fuerza y también tener los sentidos muy desarrollados a comparación de los demás. Tiende a ser muy callado, y solo habla cuando es necesario o alguien le hable. Aún tiene problemas para adaptarse a las costumbres modernas y para acostumbrarse a la tecnología, e intenta aprender a expresarse con mayor claridad. Su Zord es el Stego Zord.

- Riley Griffin/Green Dino Charge Ranger: Es el más joven del equipo, muy intelectual y con una gran habilidad para manejar espadas. Vive en una granja junto a su madre y su hermano mayor. Encontró su Energema cuando su perro Rubik vio a Fury en el bosque y empieza a ladrar. Este al escuchar sus ladridos se enfada y para callarlo intenta matarlo pero en ese momento Riley llega y le salva de la espada de Fury con un tubo de metal. Durante la pelea el tubo de metal sale volando golpeando y rompiendo una roca descubriendo un fósil de Velociraptor que contenía la Energema Verde, esta se une a él a través del tubo que se convierte en la espada de los rangers. Decide ir en moto al museo de la ciudad para avisar del nuevo fósil pero en el camino su moto se avería, orillado en la carretera Tyler y Shelby se ofrecen a ayudarlo en un principió se niega pero después de perder el manual de reparaciones acepta ir con ellos, descubrió que también tenían Energemas al salvar a un señor atrapado debajo de un vehículo ya que estas les dieron súper fuerza para moverlo. Usa su mente en lo necesario en un episodio la usa para poder salvar a sus amigos de congelarse. Su Zord es el Raptor Zord.

- Chase Randall/Black Dino Charge Ranger: Es el miembro más zalamero y relajado del equipo, oriundo de Nueva Zelanda. Practica el patinaje y le encanta ligar con las chicas guapas. Fue el primero en unirse a una Energema. Recibió la Energema Negra de una adivina maorí como recompensa por rescatar a su gata Tabatha. Suele ser muy travieso, bromista, distraído, hablar solamente de él y hacer las cosas de la manera más alocada, pero eso no quita que sea un ranger formidable al igual que sus amigos. Trabaja en el museo como conserje y es un experto en excavaciones arqueológicas. También es un experto en combate con armas de fuego y es un gran tirador, cuida de una pequeña hermana Cloe. Consigue a una novia llamada Kaylee que conquisto siendo el Black Ranger. Su Zord es el Para Zord.

- Sir Ivan de Zandar/Gold Dino Charge Ranger: Se trata de un caballero medieval que sirvió a la familia real del país de Zandar hace 800 años. Mientras escoltaba al príncipe por un bosque, al príncipe le dio sed y se detuvieron a beber a un río, en el agua encontró la Energema Oro, el príncipe le ordena entregársela, en ese momento le atacó un encapuchado que resultó ser Fury, Ivan empuja al príncipe lejos para evitar ser lastimado por Fury. Mientras los dos luchaban, la Energema se fusionó con Ivan por su gran valentía. Como último recurso, Fury absorbió a Ivan, pero perdió la Enrgema Oro en el proceso. Ivan permanecería atrapado dentro de Fury durante siglos. La Energema había sido encontrada por el príncipe que la nombró "La piedra de Zandar" siendo la joya más valiosa de la realeza. En la actualidad, en una exhibición en el museo, el actual príncipe de Zandar enojado porque Tyler y Shelby fingen ser los príncipes herederos de Zandar va y toma los tesoros prestados al museo, en el camino Fury les roba la Energema para poder cargar infinitamente al Ptera Zord que anteriormente había cargado con energía de Ivan, al estar en contacto con su Energema el poder de esta le da la fuerza suficiente a Ivan para escapar de su captor y convertirse en el Gold Ranger. Al ser un caballero, tiene una forma muy respetuosa y elegante de hablar y tratar a la gente la mayor parte del tiempo; al igual que Koda se le complica adaptarse al mundo actual. Su Zord es el Ptera Zord.

- Príncipe Phillip III/Graphite Dino Charge Ranger: Es el príncipe heredero de Zandar, descendiente del príncipe que Ivan salvó hace 800 años. Enojado por ver una revista que Tyler y Shleby se hicieron pasar por los príncipes de Zandar va y toma los tesoros prestados al museo, en el camino es atacado por Fury que roba la Energema Oro que era conocida como la Piedra de Zandar, antes de ser atacado por Fury, Koda le salva, Phillip se sorprende ya que antes había sido grosero con Koda, pero el le dice que todos tienen bondad en su corazón "hasta príncipe malvado como tú" el príncipe no se enfada ya que considera que se merecía el insulto, Koda le pide que se ponga a salvo pero Phillip decide seguirlo y descubre que son Power Rangers, en ese momento comprendió todo y le da a Ivan la Piedra de Zandar. Phillip queda con el deseo de ser un ranger, por lo que hace la búsqueda de una Energema y encuentra la Energema Grafito, pero esta no hace nada, va con Koda y le pregunta porque, el le dice que la Energema elige a quien ella considere "digno", Phillip hace obras de caridad para tratar de ser elegido pero nada resulta ya que no lo hace de corazón, finalmente se rinde y se las entrega a los rangers en ese momento Fury ataca y trata de robar la Energema Grafito en el combate se atraviesa Cloe la hermana menor de Chase, Phillip arriesga su vida al mentarse en medio de la pelea para salvarla, la Energema lo elige por su heroísmo. Se une al equipo pero solo aparece en los momentos en que los demás rangers necesitan su ayuda y con su fortuna del reino ayuda a localizar las Energemas faltantes. Su Zord es el Pachyo Zord.

- Kendall Morgan/Purple Dino Charge Ranger: Es una científica de carácter muy serio y directora del Museo de Amber Beach, la líder de su equipo de excavaciones arqueológicas y mentora de los Rangers. Conoce a Keeper ya desde hace tiempo (se desconoce como se conocieron) le ayudó a localizar las Energemas, construyendo un laboratorio subterráneo bajo el museo que sirve de base para los Rangers. Los villanos logran robar la Energema Púrpura que usan para construir un arma y atacar a los rangers, en la pelea capturan a Keeper, ella se da cuenta de que es la única que puede salvarlo, sube a una cápsula de un soldado y va a la nave de los villanos, se disfraza con un traje de seguridad química de un soldado pasando desapercibida, aprovecha y recupera la Energema Púrpura, los villanos también habían robado la Energema Roja y los rangers van a la nave en el Plesio Zord, ella ve una alerta en un monitor y lo destruye, pero eso la delata como humana y es llevada al incinerador ahí se encuentra con Keeper, antes de ser quemados vivos, ve que hay unos contenedores con ácido y arroja uno al suelo abriendo una grieta saltando al piso de abajo, en ese piso hay dos guaridas Keeper esta indefenso por perder su bastón, por lo que decide defenderlo con un tubo, su valentía hace que la Energema la elija, Keeper sabía que Kendall merecía ser una ranger solo que necesitaba su oportunidad de demostrarlo a una Energema. Su Zord es el Plesio Zord

- James Navarro/Aqua Dino Charge Ranger: Es un arqueólogo y el padre de Tyler y aparece en la temporada de Dino Super Charge como Ranger. Cuando Tyler fue un niño, James exploraba una cueva, pero el lugar comenzó a derrumbar y James salvó la vida a su amigo arqueólogo de morir aplastado por las rocas. James se quedó atrapado en la cueva y encontró la Energema Aqua. La Energema se unió a él como Ranger por su coraje y sacrificio al rescatar al arqueólogo. Sin embargo, Fury vio a James teniendo la Energema y lo persigue con su olfato. Desde entonces, James se aleja de Amber Beach para no poner en riesgo a su familia, siendo la razón de estar desaparecido. Diez años después, regresa para ayudar a su hijo el Red Dino Charge Ranger. Y ellos se reúnen. Su Zord es el Ankylo Zord.

- Zenowing/Silver Dino Charge Ranger: es un ser intergaláctico con apariencia de pavo real, amigo de Keeper, y fue quien creó los Zords Dino Charge. Consiguió la Energema Plata al sacrificarse para ayudar a otros. En su lucha por defender su planeta y cuidar la Energema, fue capturado por Arkanon, quien creó a Doonwing, su parte malvada. Usa una espada para atacar a los monstruos malvados. Su Zord es el Titan Zord.

### Aliados
- Keeper:[Notas 1] Era el guardián de las Energems, y el mentor de los Rangers. Hace miles de años se estrelló en la Tierra después de que le derribara Sledge. Confió las gemas a un grupo de dinosaurios para que las guardaran, y después puso una trampa a Sledge, enviando una bomba a su nave y rompiéndola, dejándole atrapado en la órbita de la Tierra. Desafortunadamente, esto también liberó los asteroides que Sledge había recogido como pago, que cayeron en forma de lluvia sobre el planeta y causaron la extinción de los dinosaurios.

### Arsenal
- Energemas:[2] Son 10 cristales cósmicos que tienen un poder inimaginable, hace millones de años, el Guardian se las confía a 10 dinosaurios para que las guardaran, pero cuando estos se extinguieron, las Energemas se extraviaron. Son la fuente de poder de los Dino Charge Rangers. Canalizan su energía a través de los Dino Chargers y se enlazan a un usuario concreto, que no envejece mientras esté enlazado con la Energemas
- Dino Chargers:[Notas 2] Son una serie de baterías recargables a través de las que se canaliza el poder de las energemas para uso de los Rangers. Distintos Dino Chargers dan acceso a distintos poderes, armas y habilidades, incluida la transformación y la invocación de los Zords. Requieren una recarga periódica de energía de las energemas, siendo inservibles cuando están agotados.
- Dino Charge Morpher: Es el dispositivo de transformación de los Rangers, que también sirven como pistola. Se usa insertando un Dino Charger, pronunciando la frase "It's Morphin Time! Dino Charger, Ready!"[Notas 3] y disparando la carga de transformación. Sirven también como dispositivo de control del Megazord.
- T-Rex Super Charge Morpher: Es un dispositivo del Red Ranger en el modo T-Rex Super Charge. Es el mismo T-Rex Zord en miniatura, para que llegue a este modo se inserta en el T-Rex Zord el T-Rex Super Charge Charger. Se puede insertar en el 3 Dino Chargers para activar las formaciones Megazord en el Red Ranger para crear ataques devastadores. También se puede combinar con el Morpher original para realizar un potente ataque.
- Titan Charge Morpher: Es el Morpher del Silver Dino Charge Ranger. A diferencia de los otros Morphers, que son color negro con amarillo, este es azul con rojo, pero funciona de la misma manera, insertando un Dino Charger pronunciando "It's Morphin Time! Dino Charger, Ready!" y disparando la carga de transformación.
- Dino Super Drive Saber:[Notas 4] Es el arma de los Rangers en el modo Dino Super Drive, es una espada que lleva en su centro una rueda rotatoria en la que se colocan hasta 6 Dino Chargers y se activa pronunciando ¨Dino Super Drive Saber, Activate¨ y oprimiendo un botón situado a abajo, que hacer girar el cartucho y dándole el poder de realizar un gran ataque.
- Dino Saber:[Notas 5] Es el arma principal de cada Rangers, una espada que puede combinarse con el Dino Charge Morpher para mayor poder, también puede ser utilizado junto con un Dino Charger para un ataque potente.
- Dino Com:[Notas 6] Es un dispositivo incorporado a la hebilla del cinturón de los Rangers, que sirve como videocomunicador y que también sirve para guardar hasta tres Dino Chargers.

- Dino Spike:[Notas 7] Es la combinación de las cinco armas personales de los Rangers junto con uno de los Dino Chargers, una gran lanza para realizar un ataque definitivo.
  - T-Rex Smasher:[Notas 8] Es el arma personal del Red Dino Charge Ranger, un guante con forma de cabeza de tiranosaurio, con mandíbulas para atacar al enemigo.
  - Para Chopper:[Notas 9] Es el arma personal del Black Dino Charge Ranger, un hacha y pistola laser.
  - Stego Shield:[Notas 10] Es el arma personal del Blue Dino Charge Ranger, un escudo con espinas.
  - Raptor Claw:[Notas 11] Es el arma personal del Green Dino Charge Ranger, un arma de mano con tres cuchillas incorporadas.
  - Tricera Drill:[Notas 12] Es el arma de la Pink Dino Charge Ranger, un taladro.
  - Ptero Saber:[Notas 13] Es el arma principal del Gold Dino Charge Ranger, una espada con forma de cabeza de pteranodon. Se puede abrir y colocar dentro hasta 3 Dino Chargers para realizar ataques relampagueantes.

### Zords
Hace 65 millones de años, con el fin de mantener el gran poder de las Energemas alejado de Sledge, Keeper reunió a diez dinosaurios y se las confió para su custodia. Esto a la larga ato las Energemas a los espíritus de los dinosaurios. Zenowing creó a los Dino Charge Zords (versiones mecanizadas gigantes de dinosaurios que se unen con las Energemas de sus respectivos colores).
- T-Rex Zord: Es el Dino Charge Zord del Red Dino Charge Ranger, un tiranosaurio de color rojo a quien Tyler llama afectuosamente "Rexy". Normalmente forma el núcleo de varias formaciones del Dino Charge Megazord.
- Stego Zord: Es el Dino Charge Zord del Blue Dino Charge Ranger, un estegosaurio de color azul. Junto al T-Rex Zord y Tricera Zord forma el Dino Charge Megazord básico y proporciona un poder de escudo en las formaciones de Megazord.
- Tricera Zord: Es el Dino Charge Zord de la Pink Dino Charge Ranger, un triceratops de color rosa. Junto al T-Rex Zord y Stego Zord forma el Dino Charge Megazord básico y proporciona un poder de taladro en las formaciones de Megazord.
- Para Zord: Es el Dino Charge Zord del Black Dino Charge Ranger, un parasaurolophus de color negro. Sustituye al brazo derecho en las formaciones de Megazord para proporcionarles un poder de disparo.
- Raptor Zord: Es el Dino Charge Zord del Green Dino Charge Ranger, un velociraptor de color verde. Sustituye al brazo izquierdo en las formaciones de Megazord para proporcionarles un arma blanca.
- Ptera Zord: Es el Dino Charge Zord del Gold Dino Charge Ranger, un pterodáctilo de color dorado. Puede transformarse en el Ptera Charge Megazord.
- Ankylo Zord: Es el Dino Charge Zord del Aqua Dino Charge Ranger, un ankylosaurus de color aqua. Sustituye al brazo derecho en las formaciones de Megazord y actúa como un martillo.
- Paquio Zord: Es el Dino Charge Zord del Graphite Dino Charge Ranger, un paquicefalosaurio de color grafito. Sustituye al brazo izquierdo en las formaciones de Megazord y actúa como una bola de demolición.
- Plesio Zord: Es el Dino Charge Zord de la Purple Dino Charge Ranger, un plesiosaurio de color púrpura. Puede transformarse en el Plesio Charge Megazord.
- Titan Zord: Es el Dino Charge Zord del Silver Dino Charge Ranger, un braquiosaurio de color plateado. Puede transformarse en el Titan Charge Megazord y combinarse con los 5 primeros Dino Charge Zords para formar el Dino Charge Ultrazord.
- Spino Zord. Es un Dino Charge Zord que Shelby creó siguiendo los consejos de Zenowing, es un espinosaurio de color azul marino. Forma el núcleo de varias formaciones del Spino Charge Megazord.
- Dino Charge Megazord: Esta es la combinación básica de los 3 primeros Dino Charge Zords. Cuenta con 7 formaciones diferentes dependiendo del Zord:
  - Tri-Stego Formation: Combinación del T-Rex Zord, Tricera Zord y Stego Zord.
  - Stego-Raptor Formation: Combinación del T-Rex Zord, Raptor Zord y Stego Zord.
  - Para-Raptor Formation: Combinación del T-Rex Zord, Raptor Zord y Para Zord.
  - Tri-Ankylo Formation: Combinación del T-Rex Zord, Tricera Zord y Ankylo Zord.
  - Para-Stego Formation: Combinación del T-Rex Zord, Para Zord y Stego Zord.
  - Ankylo-Pachy Formation: Combinación del T-Rex Zord, Ankylo Zord y Pachy Zord.
  - Tri-Stego-Ptera Formation: Combinación del T-Rex Zord, Tricera Zord, Stego Zord y Ptera Zord.
- Ptera Charge Megazord: Esta es la formación Megazord de la transformación del Ptera Zord. Cuenta con 5 formaciones diferentes dependiendo del Zord:
  - Para-Raptor Formation: Combinación del Ptera Zord, Raptor Zord y Para Zord.
  - Pachy Formation: Combinación del Ptera Zord y Pachy Zord.
  - Ankylo Formation: Combinación del Ptera Zord y Ankylo Zord.
  - Para Formation: Combinación del Ptera Zord y Para Zord.
  - Tricera Formation: Combinación del Ptera Zord y Tricera Zord.
- Plesio Charge Megazord: Esta es la formación Megazord de la transformación del Plesio Zord. Cuenta con 6 formaciones diferentes dependiendo del Zord:
  - Pachy-Rex Formation: Combinación del Plesio Zord, T-Rex Zord y Pachy Zord.
  - Pachy Formation: Combinación del Plesio Zord y Pachy Zord.
  - Para Formation: Combinación del Plesio Zord y Para Zord.
  - Tricera Formation: Combinación del Plesio Zord y Tricera Zord.
  - Raptor Formation: Combinación del Plesio Zord y Raptor Zord.
  - Ankylo Formation: Combinación del Plesio Zord y Ankylo Zord.
- Titano Charge Megazord: Esta es la formación Megazord de la transformación del Titano Zord. Cuenta con 1 formación diferente dependiendo del Zord:
  - Dino Charge Ultrazord: Combinación del Titano Zord, T-Rex Zord, Para Zord, Stego Zord, Raptor Zord y Tricera Zord.
- Spino Charge Megazord: Esta es la combinación básica del Spino Zord. Cuenta con 5 formaciones diferentes dependiendo del Zord:
  - Ankylo-Pachy Formation: Combinación del Spino Zord, Ankylo Zord y Pachy Zord.
  - Para-Raptor Formation: Combinación del Spino Zord, Para Zord y Raptor Zord.
  - Ptera-Ankylo-Pachy Formation: Combinación del Spino Zord, Ankylo Zord, Pachy Zord y Ptera.
  - Plesio-Ankylo Formation: Combinación del Spino Zord, Plesio Zord y Ankylo Zord.
  - Spino Charge Megazord: Combinación del Spino Zord, Plesio Zord, Ptera Zord, Ankylo Zord y Pachy Zord.

### Villanos
- Sledge: Es un caza-recompensas intergaláctico con delirios de grandeza, que se enorgullece de capturar monstruos y cobrar la recompensa por sus cabezas, haciéndose el pago en asteroides. Sledge tiene muy mal genio con sus subordinados, aunque le muestra su lado más tierno a su prometida Poisandra. Planea hacerse con las Energems y conseguir así el poder absoluto, persiguiendo al guardián de las gemas llamado Keeper hasta la Tierra prehistórica. Keeper le tendió una trampa, enviándole una bomba que estropeó la nave y le dejó a la deriva en la órbita Tierra. Su nave tiene en su interior una gran prisión llena con los monstruos que ha ido capturando para cobrar sus recompensas, y que no duda en enviar a la Tierra contra los Rangers. Tuvo encerrado a Heckyl(Snide) en un lugar especial. Al final los Rangers lo destruyen con todo cuando los Rangers cambian el curso de su nave, haciendo que se vaya hacia el Sol y se destruya al chocar con él.

- Heckyl/Snide: Es el segundo antagonista de la serie. Heckyl es un extraterrestre humanoide con grandes poderes que tiene la habilidad de transformarse en Snide, una personalidad monstruosa de él pero en un corto tiempo. Es uno de los prisioneros más peligroso de las celdas de Sledge, pero se liberó después de que este desapareció y ahora quiere obtener las Energemas, sin embargo fue encerrado nuevamente por Lord Arkanon. Al parecer fue habitante del planeta Sentai 6, y trataba de proteger la energema oscura, pero se unió a Snide tras tocarla.

Es considerado como una "reencarnación" de Zeltrax, villano de los Power Rangers Dino Thunder por su parecido, aunque no está confirmado.
- Lord Arkanon: Es el tercer antagonista de la serie. Anteriormente Sledge trabajaba para el, y fue quien trajo parte de los monstruos (incluyendo a Heckyl/Snide). Él fue el que encerró a Heckyl/Snide nuevamente. Fue Singe quien lo trajo a la tierra. Al final es destruido por Sledge.

- Fury: Es el 1.er general de Sledge, de muy mal genio y presto a la ira; lleva una espada que puede lanzar rayos.

- Doomwing: Es la parte malvada de Zenowing, se formó a través de la energema oscura y tiene el poder de transformarse en el ranger plata al estar unido a Zenowing, sin embargo, tras separarse de él ya no pudo transformarse.

- Wrench: Es otro de los generales de Sledge. Suele ponerse a llorar cuando le hacen alguna herida. Aunque sirve como consejero técnico en la nave, es capaz de manejar bien un hacha en batalla. También fue quien fabricó a Curio para Poisandra.

- Poisandra: Es la prometida de Sledge, y una de sus generales. Su intención es casarse con Sledge. Maneja un hacha en forma de corazón.

- Curio: Es un muñeco que fabricó Wrench para ser el compañero de Poisandra, como regalo anticipado de bodas, y también para mantenerla tranquila mientras Sledge está ocupado en la búsqueda de las Energems. Maneja un martillo rojo en combate.

- Vivix: Son los soldados de campo de Sledge. Pueden unirse y formar monstruosidades gigantes llamadas Vivizords para luchar directamente contra los Zords.
- Spikeballs: Son soldados de pie quienes son más fuertes que los Vivix. También son los guardias de los calabozos. Portan garrotes para atacar a sus enemigos.

- Energema Oscura: es una energema malvada que se formó por la oscuridad pura que quedó de la formación de la 10 energemas buenas y es lo único que puede contra ellas. Lord Arkanon la robo de Sentai 6 tras destruirlo y la uso para formar a Doonwing, la parte maligna de Zenowing cuando lo capturó. Cuando Heckyl la toco en su intento por salvar su mundo, se creó Snide, su mitad malvada. Al final la Energema Oscura fue destruida gracias a los Rangers y a todos los habitantes humanos de la Tierra.

## Episodios
| Temporada | Temporada | Episodios | Emisión original     | Emisión original        | Emisión en Hispanoamérica | Emisión en Hispanoamérica |
| Temporada | Temporada | Episodios | Primera emisión      | Última emisión          | Primera emisión           | Última emisión            |
| --------- | --------- | --------- | -------------------- | ----------------------- | ------------------------- | ------------------------- |
|           | 22        | 22        | 7 de febrero de 2015 | 12 de diciembre de 2015 | 1 de junio de 2015        | 25 de diciembre de 2015   |
|           | 23        | 22        | 30 de enero de 2016  | 3 de diciembre de 2016  | 6 de junio de 2016        | 24 de diciembre de 2016   |

## Reparto
- Tyler Navarro: Brennan Mejia
- Shelby Watkins: Camille Hyde
- Koda: Yoshi Sudarso
- Riley Griffin: Michael Taber
- Chase Randall: James Davies
- James Navarro: Reuben Turner
- Ivan: Davi Santos
- Phillip: Jarred Blakiston
- Keeper: Richard Simpson
- Kendall: Claire Blackwelder
- Zenowing: Alistair Browning
- Sledge: Adam Gardiner
- Fury: Paul Harrop
- Wrench/Curio: Estevez Gillespie
- Poisandra: Jackie Clarke
- Heckyl/Snide:Ryan Carter
- Lord Arcanon: Andy Grainger

## Doblaje de Hispanoamérica
- Edson Matus como Tyler Navarro
- Luis Fernando Orozco como Chase Randall
- Luis Daniel Ramírez como Koda
- Enzo Fortuny Romero como Riley Griffin
- Andrea Orozco como Shelby Watkins
- Alejandro Orozco como Ivan
- Mario Castañeda como James Navarro
- Gerardo Alonso como Phillip
- Jessica Ángeles como Kendall
- Moisés Palacios como Zenowing
- José Luis Orozco como Guardian
- Gabriel Pingarrón como Sledge
- Carlo Vázquez como Heckyl
- René García Miranda como Snide
- Carlos Segundo Bravo como Fury
- Eduardo Tejado como Wrench
- Liliana Barba (actriz) como Poisandra
- Gerardo Alonso como Curio
- Rubén Moya como Lord Arcanon